# 유이 카렌
유이 카렌(일본어: 結愛 かれん ゆい かれん[*], 9월 6일 - )은 전 다카라즈카 가극단 츠키구미에 소속된 여역이다.
아이치현 나고야시, 세이레이 중학교 출신이다. 키 162cm, 혈액형 AB형, 애칭은 "유이", "카렌", "유-유"이다.

## 약력
2013년, 다카라즈카 음악학교 입학
2015년, 다카라즈카 가극단 101기생으로 입단. 츠키구미 공연 「1789」로 초무대. 그 후, 츠키구미에 배속
2017년, 「All for One」로 신인공연 첫 히로인. 루이 14세를 연기했다. 101기생 중 첫 히로인 탄생이었다.
그 후에도 표현력이 풍부한 댄스로 작품에 다채로움을 더해 츠키구미의 귀중한 전력으로 활약했지만, 2023년 4월 30일, 츠키구미 도쿄 다카라즈카 극장 공연 『응천의 문/Deep Sea』 천추락을 기해 가극단을 퇴단하였다.

## 인물
3세부터 클래식 발레 레슨을 시작해, 중학생이 되면서 다양한 장르의 춤에 흥미를 갖고, 마음 속의 생각을 몸으로 표현하는 재미에 푹 빠졌다.
어머니의 친구의 권유로 「엘리자베트」의 DVD로 처음으로 다카라즈카 가극을 접했다. 반짝반짝 빛나는 세계에 이끌려, 곧바로 음악학교 수험을 결심했다.
학창 시절에는 동아리 활동을 하지 않고, 매일 댄스스쿨에 다녔다.
동경하는 상급생은 마이하네 미미와 시라유키 사치카이다.

## 재단 당시 출연 이벤트
- 2017년 12월, 다카라즈카 스페셜 2017 『쥬템므・레뷰 -몽・파리 탄생 90주년-』
- 2018년 12월, 다카라즈카 스페셜 2018 『Say! Hey! Show Up!!』
- 2019년 1월, 『연극인제』 (외부 출연)